# Aleksandr Panaiótov Aleksàndrov
Aleksandr Panaiótov Aleksàndrov (búlgar: Александър Панайотов Александров)  (Omurtag, 1 de desembre de 1951) (en búlgar: Александър Панайотов Александров) és un cosmonauta búlgar retirat. És la segona persona búlgara en volar a l'espai després de Georgi Ivanov.

## Biografia
Aleksàndrov va néixer a Omurtag, Bulgària, l'1 de desembre de 1951. El 1974 es va graduar a l'Acadèmia de la Força Aèria Búlgara i el 1983 es va llicenciar en ciències tècniques. A la força aèria búlgara, Aleksàndrov va obtenir al rang de coronel.
L'1 de març de 1978 Aleksàndrov va ser seleccionat com Cosmonauta Investigador com a part del programa Intercosmos de la Unió Soviètica. Va ser escollit entre sis finalistes, entre els quals hi havia Chavdar Djurov, que tenia el rècord de salt en paracaigudes i que va morir durant el procés de selecció. Aleksàndrov va ser seleccionat com substitut de Georgi Ivanov per la missió Soyuz 33 a l'estació espacial Salyut 6. Posteriorment, Aleksàndrov va ser assignat a la tripulació principal de la missió Soyuz TM-5 a l'estació espacial Mir.

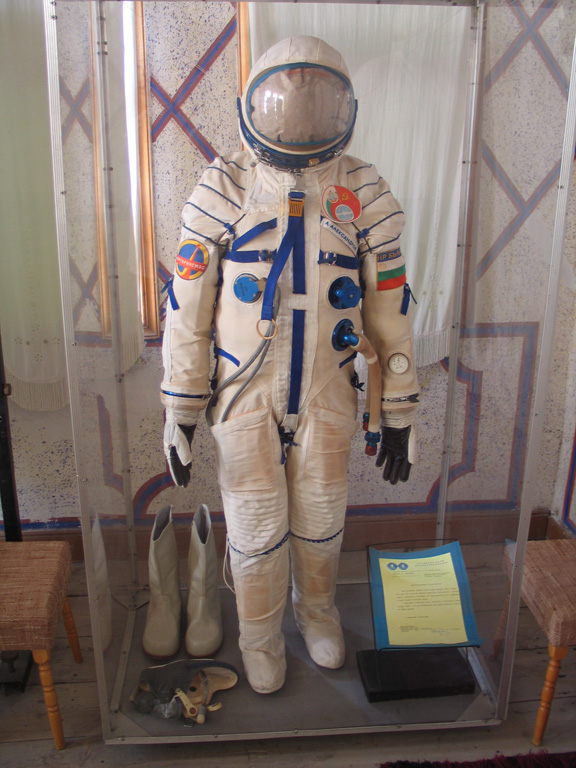
El vestit espacial d'Aleandroandrov

El 7 de juny de 1988, Aleksàndrov va ser tripulant del TM-5 com a Cosmonauta Investigador juntament amb el comandant de missió Anatoly Solovyev i Viktor Savinykh. A l'arribar a l'estació espacial Mir, Aleksàndrov es va convertir en el primer búlgar en arribar a una estació espacial soviètica, ja que la missió Soyuz 33 que portava Georgi Ivanov no va arribar a l'estació espacial Salyut 6. Durant la seva estada a l'estació espacial Mir, Aleksàndrov va portar a terme experiments juntament amb els cosmonautes que ja eren a l'estació: Guérman Titov i Musa Manarov. El 17 de juny de 1988, Aleksàndrov va tornar a bord del Soyuz TM-4 juntament amb els seus companys de tripulació, aterrant a 202 km de Dzehezkazgan, al Kazakhstan, junt amb qui va passar poc menys de deu dies a l'espai.
Més tard Aleksàndrov es va convertir en el director adjunt de l'Institut de Recerca Espacial de l'Acadèmia de Ciències de Bulgària.
Actualment Aleksàndrov treballa com a investigador. Està casat i té un fill.

## Premis i guardons
- Heroi de la República Popular de Bulgària (1988)
- Heroi de la Unió Soviètica (1988)
- Ordre de Georgi Dimitrov
- Ordre de Lenin (1988)
- Ordre de Stara Planina (2003), de primera classe, en el 15è aniversari del segon vol soviètic-búlgar
- Pilot militar de primera classe
- Pilot-Cosmonauta de Bulgària
- Medalla "al mèrit en l'exploració espacial" (12 d'abril de 2011) - per una contribució destacada al desenvolupament de la cooperació internacional en el vol espacial tripulat